# 黑佳拉

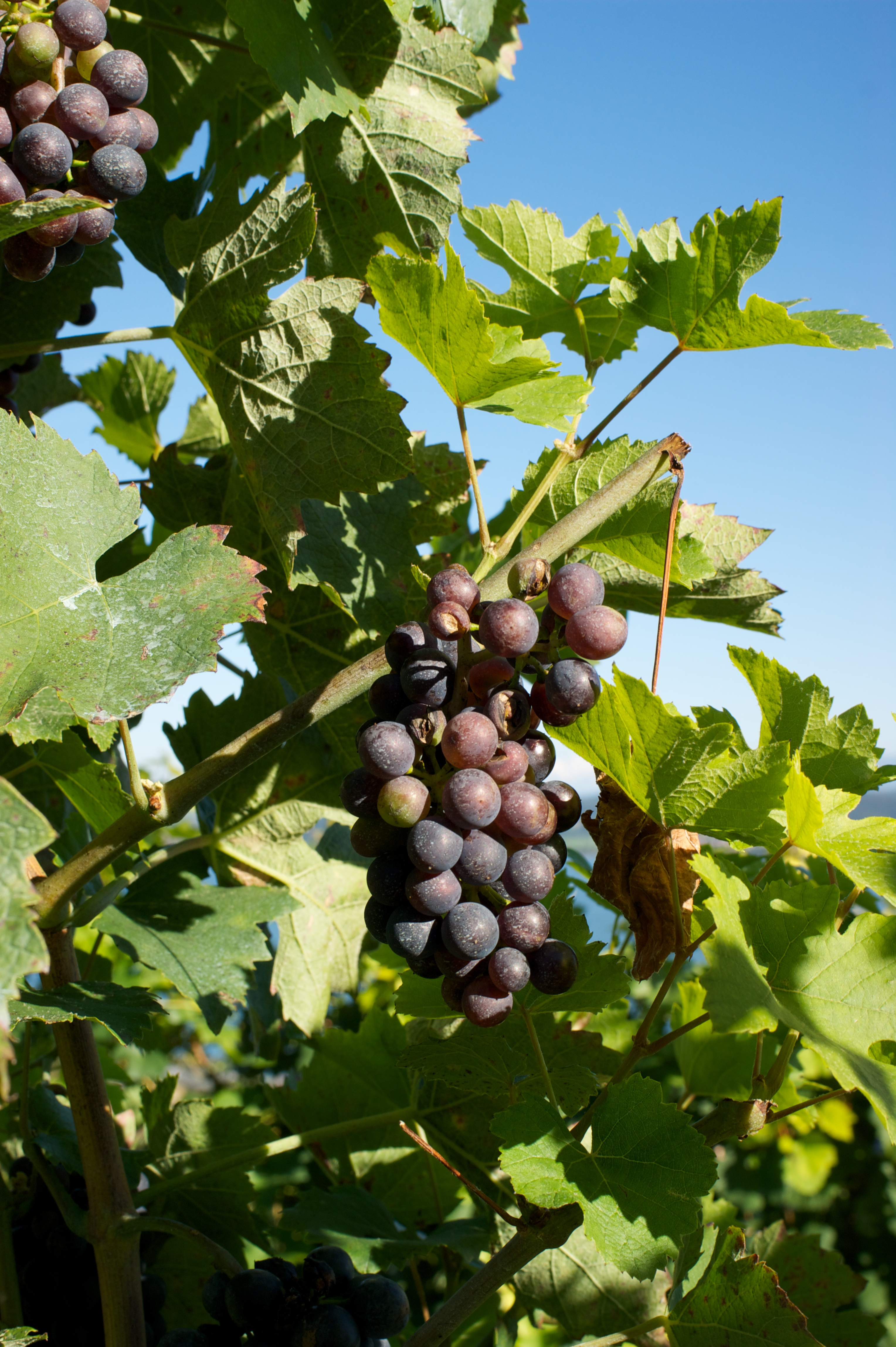
黑佳拉葡萄的总状花序.

黑佳拉（Garanoir）是从大量加美葡萄同雷昌斯坦纳结合所产生的品种中筛选出来的。这些品种大部分都具备一些非常吸引人的特性，其中包括颜色、早熟以及对疾病的抵抗力。黑佳拉是通过采用雷昌斯坦纳的花粉给加美葡萄受精获得的一个红色早熟的品种，从特性上更接近瑞士种植的黑比诺和加美，但具有更强的抵抗疾病能力。黑佳拉能被酿制成红色和粉色两种颜色的葡萄酒。

## 资料来源
- Vaudois红酒官网 Office des Vins Vaudois（页面存档备份，存于）